# Vallø kommun
Vallø kommun var en kommun i Roskilde amt, Danmark. Kommunen hade omkring 10 000 invånare och en yta på 83,83 km². Från 2007 tillhör den Stevns kommun.